# Omo 18-1967-18
Omo 18-1967-18, abreviado Omo 18 u Omo 18-18, es el nombre de catálogo de una mandíbula fosilizada de Paranthropus aethiopicus.

## Descubrimiento y datación
En 1967, Camille Arambourg e Yves Coppens encontraron la mandíbula en uno de los yacimientos del curso bajo del río Omo, cerca del lago Turkana, en Etiopía, de unos 2,6 millones de años de antigüedad. El descubrimiento no tuvo continuidad hasta que en 1985 el paleoantropólogo estadounidense Alan Walker descubrió un cráneo (el Cráneo negro, nombre de catálogo KNM-WT 17000) perteneciente a la misma especie de Omo 18.

## Tipo y controversia
Holotipo de Paranthropus aethiopicus. Después de la descripción de la nueva especie, P. aethiopicus, con el descubrimiento de Omo 18 se produjo cierto rechazo, que quedó zanjado cuando se descubrió el Cráneo negro, aunque al presentar una morfología robusta, con una prominente cresta sagital, fue, al principio, clasificado como Paranthropus boisei, pero otras características son similares a las de Australopithecus afarensis. Por ello, KNM-WT 17000 y Omo 18, fueron incluidos en la especie inicial.